# فلمويب
فيلمويب هو موقع ويب من نوع قاعدة بيانات أفلام ‏ أنشئ في 18 مارس 1998، يقع مقره الرئيسي في بولندا، وهو متوفر باللغة البولندية.

## وصلات خارجية
- الموقع الرسمي